# 阿傑曼巴杜體育場
阿傑曼巴杜體育場（英語：Agyeman Badu Stadium） 為位在迦納多馬阿亨克羅的多功能體育場。該體育場目前多用於足球比賽，也是加納足球甲級聯賽阿杜亞納明星足球俱樂部的主場。該體育場可容納5,000名觀眾。